# Заборов'я (Каблуковське сільське поселення, Калінінський район)
Заборов'я (рос. Заборовье) — присілок в Калінінському районі Тверської області Російської Федерації.
Населення становить 260 осіб. Входить до складу муніципального утворення Каблуковське сільське поселення.

## Історія
Від 2005 року входить до складу муніципального утворення Каблуковське сільське поселення.

## Населення
| 2010 |
| ---- |
| 260  |